# アダプトゲン
アダプトゲンとは、ハーブ医学において生理的プロセスを安定化させ、ホメオスタシス（体内の恒常性）を促進するとされる物質を指す。しかし、この概念は主流の科学では受け入れられておらず、欧州連合（EU）や米国ではマーケティング用語としての使用が認められていない。

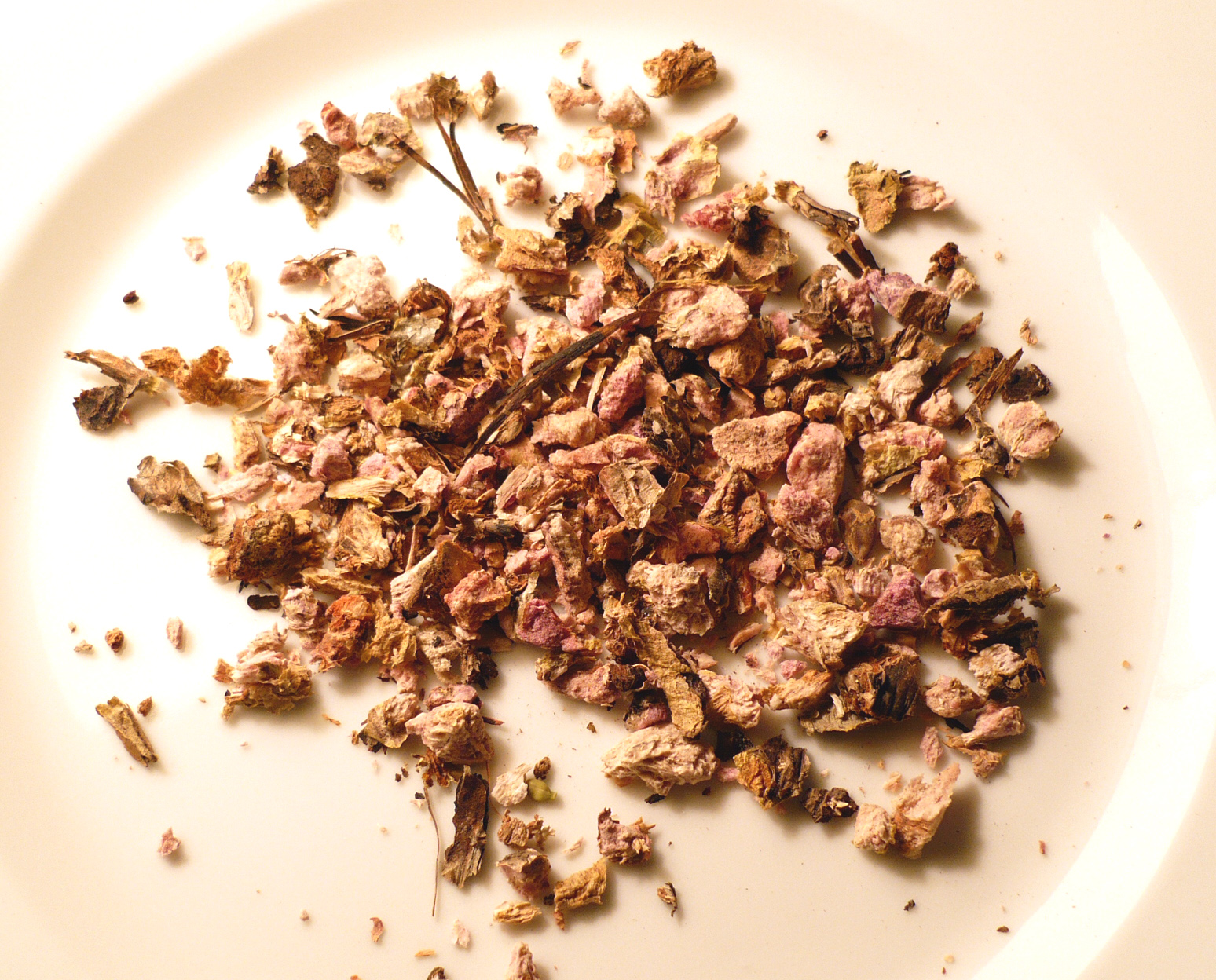
乾燥したイワベンケイの根（アダプトゲンとして）

## 概念と科学的評価
アダプトゲンという用語は、摂取することでストレスを軽減し、全体的な健康をサポートするとされる非毒性の植物やその抽出物を指す。しかし、その定義は曖昧であり、十分な科学的証拠がないため、どのような物質がアダプトゲンであるかを明確に判断することは不可能である。
アダプトゲンの効果に関する概念は、薬理学的または臨床的な場面では受け入れられておらず、EUや米国ではマーケティング目的での使用が認められていない。2020年から2023年にかけて、アメリカ食品医薬品局（FDA）はアダプトゲンを含むとされる製品に対して違法かつ未承認の健康効果を宣伝したとして、多数の警告書を栄養補助食品メーカーに送付した。例えば、2020年にFDAは、アダプトゲンを含むとされるキノコサプリメントを販売するメーカーに対し、「これらの製品は一般的に安全かつ有効であるとは認められておらず、そのため、これらの製品はFD&C法[21 U.S.C. 321(p)]のセクション201(p)に基づく『新薬』である。新薬は、FDAの事前承認なしに州間取引で合法的に導入または流通させることはできない」とする警告書を発行した。

## 歴史
「アダプトゲン」という用語は、1947年にソビエトの毒物学者ニコライ・ラザレフによって、ストレスへの抵抗力を高める可能性がある物質を指す言葉として造語された。その後、「アダプトゲネシス」という概念がソビエト連邦で使用されるようになり、生物的ストレスへの抵抗力を高めると考えられる治療法を指すようになった。アダプトゲンに関する研究の大半は、1980年代以前にソビエト連邦、韓国、中国で行われた。2020年の時点で、この用語は欧州連合における薬理学、生理学、主流の臨床医学では認められていない。

## 植物源
アダプトゲン特性があると研究された化合物は以下の植物に由来する。
- エゾウコギ
- 高麗人参
- イワベンケイ
- チョウセンゴミシ
- アシュワガンダ